# طاووس نواری معمولی (پروانه)
طاووس نواری معمولی (پروانه)(نام علمی: Papilio crino) نام یک گونه از سرده پروانه‌های پاپیلیو است.